# Heikki Kovalainen
Heikki Johannes Kovalainen (Suomussalmi, 19 oktober 1981) is een Finse autocoureur, die in het seizoen 2007 namens het Renault F1 team zijn Grand Prix-debuut maakte in de Formule 1. Eerder was Kovalainen actief in andere takken van de autosport; ook was hij al twee seizoenen testrijder bij Renault.

## Loopbaan
In 2001 maakte Kovalainen zijn debuut in het Formula Renault Championship; hij won twee races en werd uiteindelijk vierde in het eindklassement. Een jaar later stapte hij over naar het Britse Formule 3-kampioenschap; Hierin behaalde hij vier overwinningen en werd derde in de eindstand. Weer een jaar later nam hij deel aan de World Series by Nissan; hij behaalde één overwinning en werd tweede in de eindstand. In 2004 werd hij kampioen in de World Series by Nissan, door zijn zes overwinningen.
In december 2004 maakte hij faam door de "Race of Champions" in het Stade de France te winnen. Ondertussen had Kovalainen ook al een overeenkomst met het Renault F1 team; voor de ontwikkeling van hun nieuwe wagen werd Kovalainen vaak als testrijder gebruikt. Hij was in 2005 een van de deelnemers in de GP2 Series voor het team van Arden International en eindigde als tweede, na Nico Rosberg. Door deze prestaties verwierf Kovalainen een contract als testrijder bij het Renault F1 Team.
In 2007 maakte hij bij de Grand Prix van Australië zijn debuut met een dertiende plaats op de starting grid en een tiende plaats in de einduitslag. In de Grote Prijs van Japan stond hij in de op twee na laatste race van het seizoen met zijn tweede plaats voor het eerst op het podium. Samen met zijn als derde geëindigde landgenoot Kimi Räikkönen stonden er voor het eerst in de geschiedenis van het wereldkampioenschap Formule 1 twee Finnen op het podium.
In 2008 ging Heikki Kovalainen rijden voor het team van McLaren Mercedes. Hij werd voor langere termijn teamgenoot van Lewis Hamilton. Dit werd bekendgemaakt op vrijdag 14 december 2007. Kovalainen was bij Renault aan de kant gezet door het aantrekken van verloren zoon Fernando Alonso en rookie Nelson Piquet jr..
Tijdens de Grand Prix van Spanje crashte Kovalainen in de 22e ronde, rijdend in derde positie, met hoge snelheid in de bandenstapel. Een probleem aan het linker voorwiel veroorzaakte, dat de auto van Kovalainen rechtdoor schoot in de Campsa bocht (een van de snelste bochten op het Circuit de Catalunya). De maandag na de race werd Kovalainen ontslagen uit het ziekenhuis met een hersenschudding en pijn aan elleboog en nek. Op 3 augustus 2008 won Kovalainen de Grand Prix van Hongarije, nadat concurrent Massa twee ronden voor het einde was uitgevallen. Het was zijn eerste overwinning en de Fin was hiermee de honderdste coureur ooit die een Formule 1-race won.
Het seizoen 2009 begon voor Mclaren en Kovalainen rampzalig. Zowel hij als ploeggenoot Lewis Hamilton konden hun bolide niet naar de voorste rangen loodsen. Na enkele races in Europa ging het beter met Mclaren, Hamilton behaalde een zege en een tweede plek, terwijl Kovalainen vierde werd in Hongarije, nadat hij vanaf een tweede plek was vertrokken, achter Hamilton.
Op 14 december 2009 werd bekend dat Kovalainen bij het team Lotus ging rijden in 2010, samen met Jarno Trulli. In 2011 en 2012 bleef hij hier rijden, ook al werd de naam van het team in 2012 veranderd in Caterham. Aan het einde van het jaar moest hij echter opstappen bij Caterham, omdat het team twee betalende coureurs, Charles Pic en Giedo van der Garde, had aangetrokken, terwijl Kovalainen zelf geen geld meebracht. In zijn drie jaren bij het team behaalde hij geen punten en was een twaalfde plaats in de GP van Japan 2010 zijn beste resultaat. In april 2013 keerde Kovalainen toch weer terug bij Caterham, dit keer als testcoureur. Hij mocht dat jaar ook een paar trainingen op vrijdag rijden. Echter, nadat zijn landgenoot Kimi Räikkönen een rugoperatie had moeten ondergaan en daardoor de laatste twee races van het seizoen moest missen, verving Kovalainen hem bij Lotus-Renault. In 2007, toen het team nog Renault heette, reed hij ook voor dit team.

## Formule 1-carrière
| Jaar/Jaren    | Team            |
| ------------- | --------------- |
| 2007          | Renault F1      |
| 2008 t/m 2009 | McLaren         |
| 2010 t/m 2011 | Lotus F1 Racing |
| 2012          | Caterham        |
| 2013          | Lotus           |

|                       | 2007 | 2008 | 2009 | 2010 | 2011 | 2012 | 2013 | Totaal |
| --------------------- | ---- | ---- | ---- | ---- | ---- | ---- | ---- | ------ |
| Aantal races          | 17   | 18   | 17   | 19   | 19   | 20   | 2    | 112    |
| Aantal zeges          | 0    | 1    | 0    | 0    | 0    | 0    | 0    | 1      |
| Aantal pole-positions | 0    | 1    | 0    | 0    | 0    | 0    | 0    | 1      |
| Aantal snelste ronden | 0    | 2    | 0    | 0    | 0    | 0    | 0    | 2      |
| Aantal podiumplaatsen | 1    | 3    | 0    | 0    | 0    | 0    | 0    | 4      |
| Aantal WK-punten      | 30   | 53   | 22   | 0    | 0    | 0    | 0    | 105    |
| Eindstand WK          | 7    | 7    | 12   | 20   | 22   | 22   | 21   |        |

* Seizoen loopt nog.

### Totale Formule 1-resultaten
- Races vetgedrukt betekent pole positie, Races cursief betekent snelste ronde

| Seizoen | Inschrijving              | Chassis        | Motor                    | 1      | 2      | 3      | 4      | 5       | 6      | 7      | 8      | 9      | 10     | 11     | 12     | 13     | 14     | 15     | 16     | 17     | 18     | 19     | 20     | Pos | Punten |
| ------- | ------------------------- | -------------- | ------------------------ | ------ | ------ | ------ | ------ | ------- | ------ | ------ | ------ | ------ | ------ | ------ | ------ | ------ | ------ | ------ | ------ | ------ | ------ | ------ | ------ | --- | ------ |
| 2007    | Renault F1                | Renault R27    | Renault RS27 2.4 V8      | AUS 10 | MAL 8  | BHR 9  | ESP 7  | MON 13  | CAN 4  | USA 5  | FRA 15 | GBR 7  | EUR 8  | HUN 8  | TUR 6  | ITA 7  | BEL 8  | JPN 2  | CHN 9  | BRA NF |        |        |        | 7   | 30     |
| 2008    | Vodafone McLaren Mercedes | McLaren MP4-23 | Mercedes FO 108V 2.4 V8  | AUS 5  | MAL 3  | BHR 5  | ESP NF | TUR 12  | MON 8  | CAN 9  | FRA 4  | GBR 5  | GER 5  | HUN 1  | EUR 4  | BEL 10 | ITA 2  | SIN 10 | JPN NF | CHN NF | BRA 7  |        |        | 7   | 53     |
| 2009    | Vodafone McLaren Mercedes | McLaren MP4-24 | Mercedes FO 108W 2.4 V8  | AUS NF | MAL NF | CHN 5  | BHR 12 | ESP NF  | MON NF | TUR 14 | GBR NF | GER 8  | HUN 5  | EUR 4  | BEL 6  | ITA 6  | SIN 7  | JPN 11 | BRA 12 | ABU 11 |        |        |        | 12  | 22     |
| 2010    | Lotus Racing              | Lotus T127     | Cosworth CA2010 2.4 V8   | BHR 15 | AUS 13 | MAL NC | CHN 14 | ESP DNS | MON NF | TUR NF | CAN 16 | EUR NF | GBR 17 | GER NF | HUN 14 | BEL 16 | ITA 18 | SIN 16 | JPN 12 | KOR 13 | BRA 18 | ABU 17 |        | 20  | 0      |
| 2011    | Team Lotus                | Lotus T128     | Renault RS27-2011 2.4 V8 | AUS NF | MAL 15 | CHN 16 | TUR 19 | ESP NF  | MON 14 | CAN NF | EUR 19 | GBR NF | GER 16 | HUN NF | BEL 15 | ITA 13 | SIN 16 | JPN 18 | KOR 14 | IND 14 | ABU 17 | BRA 16 |        | 22  | 0      |
| 2012    | Caterham F1 Team          | Caterham CT01  | Renault RS27-2012 2.4 V8 | AUS NF | MAL 18 | CHN 23 | BHR 17 | ESP 16  | MON 13 | CAN 18 | EUR 14 | GBR 17 | GER 19 | HUN 17 | BEL 17 | ITA 14 | SIN 15 | JPN 15 | KOR 17 | IND 18 | ABU 13 | USA 18 | BRA 14 | 22  | 0      |
| 2013    | Caterham F1 Team          | Caterham CT03  | Renault RS27-2013 2.4 V8 | AUS    | MAL    | CHN    | BHR TC | ESP TC  | MON    | CAN    | GBR    | GER    | HUN    | BEL TC | ITA TC | SIN    | KOR    | JPN TC | IND    | ABU TC |        |        |        | 21  | 0      |
| 2013    | Lotus F1 Team             | Lotus E21      | Renault RS27-2013 2.4 V8 |        |        |        |        |         |        |        |        |        |        |        |        |        |        |        |        |        | USA 14 | BRA 14 |        | 21  | 0      |

## Trivia
- Heikki Kovalainen is 1,72 meter groot en weegt 66 kilogram.
- Heikki Kovalainen is het icoon van het Angry Birds-spel: Angry Birds Heikki